# 君のぞらじお Still I love you…
君のぞらじお Still I love you…（きみのぞらじお スティル アイ ラヴ ユー）は、OVA『君が望む永遠 〜Next Season〜』に関連したインターネットラジオ。姉妹番組に『君のぞらじお 〜Next Season〜』がある。また、その他に関連番組として、『マブラヴラジオ』、『ラジオあゆまゆ劇場』、『谷山紀章のDEAD OR ALIVE』の3番組がある。

## 概要
OVA『君が望む永遠 〜Next Season〜』の発売によって、従来の「君のぞらじお」のリニューアルが行われ、OVAの構成・構造に合わせ、2008年1月11日から『君のぞらじお 〜Next Season〜』と『君のぞらじお Still I love you…』に分割された。元々は1月18日から開始予定であったが、制作上の都合により1週間遅れた。
パーソナリティは、たかはし智秋（速瀬水月役）。
ちなみに、たかはしにとって、初めてのソロ番組である。
後番組として『君のぞらじお silver ring』である。

### 番組概要
- 放送期間：2008年1月25日〜6月27日
- 配信サイト：君のぞらじおホームページ
- 配信方式：ストリーミング
- 配信日：毎週金曜日配信（配信期間は10日間）
- ファイル種類：Windows Media Audio（asx）

### 主題歌
- オープニングテーマ 「Still I love you…」
歌：たかはし智秋/作詞・作曲：栗林みな実/編曲：飯塚昌明
- エンディングテーマ 「遠い夏の日」
歌：石橋朋子/作詞・作曲：栗林みな実/編曲：飯塚昌明

## コーナー
水月の3、2、1、ハイ！
かつて「君のぞらじお」で放送されていた、水月の口癖をもじったお悩み相談コーナー。
リスナーから「踏ん切りのつかない事」や「悩み」を募集し、たかはしが速瀬水月になりきって「3、2、1、ハイ！」で後押しする。
たかはし智秋の今週のサムカワ
毎月決められたキーワードでリスナーから駄洒落を募集し、発表するコーナー。
なんなら画伯が描いてみろ！
リスナーが自分の顔を文章で表現し、画伯ことたかはしがその文章を元にリスナーの似顔絵を描くというコーナー。
アタイとダーリンの秘密
PC初心者のたかはしが、リスナーから送られてきたPC用語の意味を勘で答えるコーナー。
泣いた赤鬼
速瀬水月のキャラクターソング『遠い夏の日』のイントロの台詞「遠い夏の日」に当てはまる面白い言葉をリスナーから募集し、発表するコーナー。
説教部屋
月に1度、最終週の配信分のエンディング後に行われるコーナー。元々は、ディレクター斉藤Kとその月の放送の反省を行うという名目であったが、2人のフリートークが中心になる場合が多い。
アージュからのお知らせ
アージュ広報兼番組ディレクターの斉藤Kとアージュ開発部の熊川貴族（ナルシー僕ゥ）がMCをつとめるアージュの告知コーナー。アージュスタッフがゲストとして出演することがある。
君らじ5番組で唯一の全番組共通コーナーであるが、本編とは全く関係ない。
なお、放送内容は同日更新の「君のぞらじお 〜Next Season〜」と同じ。

## ゲスト
- 第19回放送分2008年5月30日 - 今井麻美（終盤間近）